# آیماق خینگان
آیماق خینگان (به مغولی: ᠬᠢᠩᠭ᠋ᠠᠨ ᠠᠢᠮᠠᠭ، به لاتین: Hinggan ayimaɣ، معادل سیریلیک: Хянган аймаг)(به چینی: 兴安盟، به پین‌یین: Xīng’ān Méng) یک واحد تقسیماتی در جمهوری خلق چین است که در مغولستان داخلی واقع شده‌است.
نام این منطقه، برگرفته شده از رشته کوههای خینگان بزرگ در این منطقه می‌باشد.

## خصوصیات
آیماق خینگان ۱٬۴۱۶٬۹۲۹ نفر جمعیت دارد.

## تقسیمات اداری
آیماق خینگان به دو شهر در سطح شهرستان، یک شهرستان و سه لواء به شرح زیر تقسیم شده است:
- شهر آرشان
- شهر اولان‌خوت
- شهرستان توچوان
- لواء راست میانی خورچین
- لواء راست جلویی خورچین
- لواء جالاید